# Frissons anglais
 (mars 2018).
Si vous disposez d'ouvrages ou d'articles de référence ou si vous connaissez des sites web de qualité traitant du thème abordé ici, merci de compléter l'article en donnant les références utiles à sa vérifiabilité et en les liant à la section « Notes et références ».
Pour plus de détails, voir Fiche technique et Distribution.
Frissons anglais est un long métrage britannique réalisé par Peter Capaldi et sorti en 1995.

## Fiche technique
- Réalisation : Peter Capaldi[2], Pat Harkins et Bill Britten[3]
- Durée : 1 heure 27 minutes[3]